# Обелиск Боболи
Обелиск Боболи (ранее называвшийся обелиском Медичи) — древнеегипетский гранитный обелиск, перевезённый в XVIII веке из Рима во Флоренцию и установленный там в садах Боболи.

## История
Шестиметровый обелиск весом девять тонн был создан в Древнем Египте во времена фараона Рамзеса II в каменоломнях Асуана из местного гранита, а затем перевезён в Гелиополис и воздвигнут там, посвящённый богу Атуму и снабжённый иероглифической посвятительной надписью.
В первом веке нашей эры императором Домицианом обелиск был перевезен в Рим и установлен перед храмом Исиды на Марсовом поле вместе с тремя другими обелисками, которые также сохранились (все три до сих пор находятся в Риме).
В шестнадцатом веке кардинал-мирянин Фердинанд I Медичи, великий герцог (правитель) Тосканы, купил обелиск и установил его в садах своей римской виллы (вилла Медичи).
В 1780-е годы один из последующих великих герцогов Тосканских и наследников Фердинанда, Леопольд (будущий австрийский император), перевёз многие произведения искусства, ранее являвшиеся собственностью семьи Медичи, из Рима во Флоренцию, столицу герцогства. Обелиск везли сначала морем в Ливорно, а затем по суше из Ливорно во Флоренцию. Транспортировка заняла четыре месяца и происходила в 1788 году. Вместе с обелиском такое же путешествие совершила древнеримская гранитная чаша, найденная на Марсовом поле в Риме.
В 1790 году обелиск был установлен в садах Боболи, расположенных с юго-восточной стороны палаццо Питти, на оси парковой перспективы в центре амфитеатра. Обелиск был увенчан позолоченным металлическим шаром и установлен на каменный постамент, причём между обелиском и постаментом были поставлены четыре небольших фигурки черепах, на которых обелиск покоится непосредственно. Аналогичным образом оформление обелиска выглядело и в Риме.
В 1840 году гранитная чаша заняла своё сегодняшнее место перед обелиском.
Посвятительная надпись Рамзеса II хорошо сохранилась и свободно читается. Она представляет собой типовую формулу, прославляющую фараона и указывающую на его связь с богами.